# ティラベリ
ティラベリ（Tillabéri）は、ニジェールのティラベリ州の州都。
2010年の人口は2万7351人。ニジェール南西部に位置し、首都ニアメからは120km北西に位置し、ニジェール川に面している。この地域には、1980年代まではキリンの群れが生息していた。